# Amarpatti (Bara)
Amarpatti (nep. अमरपट्टी) – gaun wikas samiti w środkowej części Nepalu w strefie Narajani w dystrykcie Bara. Według nepalskiego spisu powszechnego z 2001 roku liczył on 461 gospodarstw domowych i 2971 mieszkańców (1475 kobiet i 1496 mężczyzn).